# Gisela Perlet
Gisela Perlet, född 29 oktober 1942 i Magdeburg, död 24 december 2010, var en tysk översättare.
Gisela Perlet växte upp i byn Gutenswegen i Sachsen-Anhalt. Hon läste germanistik och skandinavistik vid Greifswalds universitet. Mellan åren 1966 och 1979 arbetade hon som lektör för bokförlaget Hinstorff i Rostock. Vid slutet av 1960-talet publicerades hennes första översättningar. Hon avskedades från förlaget till följd av en meningsskiljaktighet med myndigheterna angående en föreslagen Kierkegaardöversättning, men förblev verksam som frilansande översättare och utgivare. Perlet, som under de sista åren av sitt liv insjuknade i cancer, bodde fram till sin död i Rostock.
Gisela Perlet översatte huvudsakligen, men inte uteslutande, skönlitteratur från danska, och bland de författare hon översatte märks Hans Christian Andersen och Søren Kierkegaard. Hon var medlem i föreningen Verband Deutschsprachiger Übersetzer Literarischer und Wissenschaftlicher Werke.

## Priser och utmärkelser
- Dannebrogorden 1998
- Förbundsrepubliken Tysklands förtjänstorden 2001
- Johann-Heinrich-Voß-Preis für Übersetzung 2002
- Den Danske Oversætterpris 2004